# 69. Internationale Sechstagefahrt
Die 69. Internationale Sechstagefahrt war die Mannschaftsweltmeisterschaft im Endurosport und fand vom 20. bis 25. September 1994 im US-amerikanischen Tulsa statt. Die Nationalmannschaft Italiens konnte zum neunten Mal die World Trophy gewinnen. Die Nationalmannschaft Schwedens gewann zum dritten Mal die Junior World Trophy.

## Wettkampf

### Organisation
Die Veranstaltung fand nach der 48. Internationalen Sechstagefahrt (1973) zum zweiten Mal in den Vereinigten Staaten von Amerika statt. Die Etappen verliefen auf Gelände der 31.000 Acres (125,5 km²) großen Zink Ranch, wo auch Fahrerlager und Parc fermé eingerichtet waren.
Am Wettkampf nahmen 20 Teams für die World Trophy, zwölf für die Junior World Trophy, 104 Club- sowie 35 Fabrikmannschaften aus insgesamt 26 Nationen teil.
Deutschland nahm an der World und Junior World Trophy sowie mit vier Clubmannschaften teil. Österreich und die Schweiz nahmen jeweils an der World Trophy teil. Zudem startete eine Schweizer Clubmannschaft.

### 1. Tag
Die Tagesetappe führte über rund 224 Kilometer. Darin enthalten waren Moto-Cross- und Enduro-Tests als Sonderprüfungen.
Nach dem ersten Fahrtag führte in der World-Trophy-Wertung das Team aus Italien vor Frankreich und den gastgebenden Vereinigten Staaten. Das deutsche Team lag auf dem 9., das Schweizer auf dem 10. und das österreichische auf dem 15. Platz.
In der Junior World Trophy führte das italienische Team vor Schweden und Frankreich. Das deutsche Team lag auf dem 6. Platz. Die Mannschaft der USA hatte mit Brian Garrahan bereits einen Fahrerausfall (er brach sich bei einem Sturz das Handgelenk und musste aufgeben).
74 Fahrer schieden aus dem Wettbewerb aus.

### 2. Tag
Wieder waren 224 Kilometer, mit veränderter Streckenführung, und den darin enthaltenen Sonderprüfungen zu absolvieren.
Die World-Trophy-Wertung führte die Mannschaft Italiens vor Schweden und Australien an. Das deutsche Team verbesserte sich auf den 5. Platz. Die Schweizer Mannschaft hatte mit Bernhard Favie bereits einen Fahrerausfall zu beklagen, das Team belegte den 12. Platz. Noch härter traf es die österreichische Mannschaft, bei der Christian Neumeister und Herbert Hubmann ausschieden. Das Team belegte dadurch nur den 16. Platz.
In der Junior-World-Trophy-Wertung führte ebenfalls die Mannschaft Italiens vor Schweden und Australien. Das deutsche Team belegte den 8. Platz.

### 3. Tag
Die Tagesetappe war rund 220 Kilometer lang und enthielt steinige Passagen.
In der World-Trophy-Wertung führte weiter die Mannschaft Italiens vor Schweden und Tschechien. Das deutsche Team belegte wie am Vortag den 5., die Schweizer Mannschaft den 12. Platz. Im Team Österreich schied mit Peter Bous jun. der dritte Fahrer aus, die Mannschaft rutschte auf den 17. Platz.
In der Junior-World-Trophy-Wertung führte ebenfalls weiterhin das italienische Team vor Schweden und Australien. Das deutsche Team verbesserte sich auf den 5. Platz.

### 4. Tag
Am vierten Tag wurde nochmals die leicht veränderte Etappe des ersten Fahrtags gefahren.
Am Ende des vierten Fahrtags führte in der World-Trophy-Wertung weiter unverändert die italienische Mannschaft vor Schweden und der Tschechischen Republik. Das deutsche Team verbesserte sich auf den 4., die Schweizer Mannschaft auf den 11. Platz. Team Österreich profitierte von Ausfällen der Konkurrenz und verbesserte sich so auf den 16. Platz.
Nachdem im bis dahin führenden italienischen Team Jarno Boano ausgeschieden war, übernahm im Wettbewerb um die Junior World Trophy die Mannschaft Schwedens die Führung vor Australien und dem deutschen Team.

### 5. Tag
Die Strecke des fünften Fahrtags war bis auf geringfügige Änderungen die des zweiten Fahrtags.
Die Zwischenstände nach dem fünften Fahrtag: In der World-Trophy-Wertung behauptete die italienische Mannschaft weiter die Führung vor Schweden und der Tschechischen Republik. Die deutsche Mannschaft lag wie am Vortag auf dem 4. Platz. Die Mannschaften der Schweiz und Österreichs lagen unverändert auf Platz 11 bzw. 16.
In der Junior-World-Trophy-Wertung führte weiter die schwedische Mannschaft vor Australien und den Niederlanden. Das deutsche Team folgte auf dem 4. Platz.

### 6. Tag
Am letzten Tag wurde nur noch eine kurze Etappe gefahren, das Abschlussrennen war ein für die Veranstaltung üblicher Moto-Cross-Test.

## Endergebnisse

### World Trophy
| Platz | Team                   | Punkte     |
| ----- | ---------------------- | ---------- |
| 1.    | Italien                | 735,06     |
| 2.    | Schweden               | 1.496,36   |
| 3.    | Tschechien             | 3.689,95   |
| 4.    | Deutschland            | 4.180,10   |
| 5.    | Finnland               | 4.314,56   |
| 6.    | Australien             | 4.774,95   |
| 7.    | Portugal               | 11.926,50  |
| 8.    | Kanada                 | 26.202,26  |
| 9.    | Vereinigte Staaten     | 47.775,55  |
| 10.   | Niederlande            | 77.481,64  |
| 11.   | Schweiz                | 82.548,04  |
| 12.   | Mexiko                 | 88.176,76  |
| 13.   | Frankreich             | 150.876,00 |
| 14.   | Vereinigtes Königreich | 166.419,14 |
| 15.   | Polen                  | 168.773,92 |
| 16.   | Österreich             | 228.743,92 |
| 17.   | Irland                 | 231.502,97 |
| 18.   | Südafrika              | 241.234,30 |
| 19.   | Chile                  | 370.427,88 |
| 20.   | Venezuela              | 442.006,06 |

### Junior World Trophy
| Platz | Team               | Punkte     |
| ----- | ------------------ | ---------- |
| 1.    | Schweden           | 1.895,76   |
| 2.    | Australien         | 2.330,40   |
| 3.    | Niederlande        | 6.128,06   |
| 4.    | Deutschland        | 6.900,75   |
| 5.    | Spanien            | 8.996,60   |
| 6.    | Mexiko             | 39.489,18  |
| 7.    | Italien            | 46.302,48  |
| 8.    | Frankreich         | 61.766,05  |
| 9.    | Kanada             | 64.625,89  |
| 10.   | Tschechien         | 78.286,62  |
| 11.   | Vereinigte Staaten | 92.026,68  |
| 12.   | Chile              | 207.352,23 |

### Club-Mannschaften
| Platz                      | Team                      | Punkte     |
| -------------------------- | ------------------------- | ---------- |
| 1.                         | Slovakia Team II          | 1.061,32   |
| 2.                         | Italia A                  | 1.123,90   |
| 3.                         | RFME Team                 | 1.166,43   |
| 4.                         | Slovakia Team I           | 1.494,55   |
| 5.                         | Yamaha-France             | 1.761,38   |
| 6.                         | Team DTD                  | 2.096,76   |
| 7.                         | Merced Dirt Riders        | 2.607,33   |
| 8.                         | SMI MK                    | 2.999,80   |
| 9.                         | Hon Riders Team           | 3.052,43   |
| 10.                        | Vimmerby MS               | 3.123,00   |
| 000{\displaystyle \vdots } |                           |            |
| 15.                        | Ecurie Enduro du Chablais | 5.440,60   |
| 000{\displaystyle \vdots } |                           |            |
| 18.                        | ADAC Frankfurt            | 10.590,45  |
| 000{\displaystyle \vdots } |                           |            |
| 23.                        | ADAC Nürnberg             | 13.371,85  |
| 000{\displaystyle \vdots } |                           |            |
| 48.                        | ADAC Stuttgart            | 79.183,81  |
| 000{\displaystyle \vdots } |                           |            |
| 76.                        | ADAC Kiel                 | 154.027,38 |

### Fabrik-Mannschaften
| Platz | Team                         | Punkte   |
| ----- | ---------------------------- | -------- |
| 1.    | KTM Farioli Italy            | 256,30   |
| 2.    | Husqvarna Factory I          | 457,62   |
| 3.    | Husaberg I                   | 620,36   |
| 4.    | Suzuki Man Team              | 679,18   |
| 5.    | Kawasaki Team Green          | 714,43   |
| 6.    | CTI-Kawasaki                 | 1.428,65 |
| 7.    | Works CRE                    | 1.605,60 |
| 8.    | Husqvarna Australia I        | 2.133,06 |
| 9.    | Husaberg II                  | 3.354,59 |
| 10.   | Husqvarna Switzerland Engeli | 3.758,93 |

### Einzelwertung
| Klasse                  | Starter | Gold | Silber | Bronze | Ausfall/Disqualifikation | Klassensieger (Motorrad)      | Punkte   |
| ----------------------- | ------- | ---- | ------ | ------ | ------------------------ | ----------------------------- | -------- |
| bis 125 cm³ (Zweitakt)  | 108     | 30   | 31     | 17     | 30                       | Paul Edmondson (GasGas)       | 7.388,50 |
| bis 175 cm³ (Zweitakt)  | 297     | 43   | 72     | 54     | 128                      | Stéphane Peterhansel (Yamaha) | 7.312,52 |
| bis 350 cm³ (Viertakt)  | 89      | 14   | 24     | 15     | 36                       | Arnaldo Nicoli (Husqvarna)    | 7.462,58 |
| bis 1300 cm³ (Viertakt) | 61      | 11   | 13     | 12     | 25                       | Kari Tiainen (Husqvarna)      | 7.381,06 |
| Gesamt                  | 555     | 98   | 140    | 98     | 219                      |                               |          |

## Teilnehmer
| Staat                  | World-Trophy-Team | Junior-World-Trophy-Team                                                                                                 | Club-Teams |
| ---------------------- | --- | --- | --- |
| Argentinien            | | | Alto Volga Competicion |
| Australien             | Anthony Vickers (TM 125) Peter Carney (TM 175) Craig Smith (Husqvarna 175) David Cocking (KTM 350 4T) Geoff Ballard (Honda 1300 4T) Mark Peacock (Husqvarna 175)                                    | Shane Watts (KTM 175) Stuart Morgan (Honda 175) Shawn Reed (Yamaha 350 4T) Jamie Cunningham (Husqvarna 1300 4T)          | MAV Club Team |
| Brasilien              | | | Team Brazil |
| Chile                  | Ricardo Godoy (Husqvarna 125) Pedre de Aretxabla (Husqvarna 175) Jorge Mutschler (Husqvarna 175) Francisco Pinto (Husqvarna 350 4T) Carlo de Garardo (ATK 1300 4T) Andres Tamm (Husqvarna 1300 4T)  | Rodrigo Perez (Husqvarna 125) Fernando Prohens (Husqvarna 175) Ganzolo Perez (Husqvarna 175) Francisco Ramdohr (KTM 175) | Agrupation Pilatos Club Nacional de Enduro |
| Deutschland            | Kai-Armin Pfefferle (KTM 175) Herbert Wagner (Suzuki 125) Norbert Lichtenberg (Husqvarna 125) Dirk von Zitzewitz (KTM 1300 4T) Johannes Steinel (KTM 125) Karl-Heinz Holz (Husaberg 350 4T)         | Nico Klaus (Husqvarna 350 4T) Thomas Aiple (Suzuki 125) Dieter Weigl (KTM 125) Kay Awe (Husqvarna 125)                   | ADAC Frankfurt ADAC Kiel ADAC Nürnberg ADAC Stuttgart |
| Finnland               | Janne Sumoninen (Husqvarna 350 4T) Mika Ahola (Husqvarna 125) Petteri Silvan (Husqvarna 125) Jani Laaksonen (Honda 175) Jouni Sauren (KTM 175) Kari Tiainen (Husqvarna 1300 4T)                     | | |
| Frankreich             | Stéphane Peterhansel (Yamaha 175) Cyril Esquirol (HVA 125) Eric Bernard (Yamaha 175) Laurent Charbonnel (Husaberg 1300 4T) Christian Boulet (HVA 350 4T) Alain Olivier (Kawasaki 175)               | Dominique Costes (Yamaha 175) Philippe Cammisar (Kawasaki 175) Christophe Croizet (Yamaha 175) Serge Nuques (Yamaha 125) | M.C. Avergne M.C. Verrieres le Buisson Yamaha-France Team DTD |
| Irland                 | David Doherty (Kawasaki 125) Adrian Lappin (TM 175) James Earney (Kawasaki 175) Paul McGuire (Yamaha 175) Ian Buchanan (KTM 350 4T) Laurence Spence (Husaberg 1300 4T)                              | | |
| Italien                | Maurizio Carminati (KTM 125) Tullio Pellegrinelli (Husqvarna 175) Mario Rinaldi (KTM 350 4T) Fabio Farioli (KTM 1300 4T) Arnaldo Nicoli (Husqvarna 350 4T) Giovanni Sala (KTM 175)                  | Jarno Boano (Husqvarna 125) Fabio Benzoni (TM 125) Giuseppe Gallino (Honda 175) Christian Rossi (KTM 175)                | Italia A Italia B Moto Club Parma |
| Kanada                 | Guy Perrett (Husqvarna 1300 4T) Glenn Buchanan (Yamaha 175) Tim McIntosh (Yamaha 175) Dale Walsh (Husaberg 350 4T) Craig Kennedy (Honda 175) Murray Dyck (KTM 125)                                  | Jesse Wilson (Honda 175) Paul Petrin (Kawasaki 175) Carl Kuster (Suzuki 125) Bert Petersen (Kawasaki 175)                | Alberta Niagara Timberline Riders O.C.M.C. Unity Wrinkled Riders |
| Kolumbien              | | | Motoworld Colombia |
| Mexiko                 | Alejandro Aldana (KTM 125) Erik Gallardo (KTM 175) Arturo Reyes (KTM 175) Carlos Ungo (KTM 175) Luis Farell (KTM 350 4T) Antonio Aldana (KTM 1300 4T)                                               | Alfredo Alba (KTM 125) Jose Rubio (KTM 175) Jose Carrete (KTM 175) Alberto Alba (KTM 175)                                | Endumoto Mexico Veredalta |
| Niederlande            | Henk Knuiman (Husqvarna 125) Gerrard Jimmink (Kawasaki 175) Jan van Oorschot (Kawasaki 175) Alfons Hoevers (Husqvarna 350 4T) Simon Schram (Husqvarna 1300 4T) Corne van Oorschot (Kawasaki 350 4T) | Marco Elting (Honda 125) Patrick Isfordinck (Kawasaki 125) Dinand Tijhuis (Husqvarna 125) Peter Lenselink (Kawasaki 175) | MC de Torenteller I |
| Österreich             | Klaus Strohmeier (KTM 125) Peter Bous jun. (KTM 175) Oliver Brichard (KTM 175) Christian Neumeister (KTM 175) Karl Handl (KTM 350 4T) Herbert Hubmann (KTM 1300 4T)                                 | | |
| Polen                  | Wiktor Iwanski (KTM 125) Sebastian Krywult (KTM 125) Marek Dabrowski (KTM 125) Wojciech Rencz (KTM 175) Maciej Wrobel (KTM 350 4T) Jacek Czachor (KTM 1300 4T)                                      | | |
| Portugal               | Paulo Marques (Honda 175) Filipe Felipe (TM 175) Dulcinio Cardona (Honda 175) Bianchi Prata (TM 125) Joao Lopes (Honda 350 4T) Joaquim Lima (KTM 1300 4T)                                           | | |
| Puerto Rico            | | | Puerto Rico |
| Slowakei               | | | Slovakia Team I Slovakia Team II |
| Spanien                | | Marc Puigdemont (GasGas 125) Isidre Esteve (GasGas 125) Jose Carrete (KTM 175) Alberto Alba (KTM 175)                    | Moto Club Segre RFME Team |
| Südafrika              | Alfie Cox (KTM 175) Chris Dodd (Husqvarna 125) Darryl Curtis (Husqvarna 175) David Koch (Husqvarna 175) Kevin Heath (Honda 1300 4T) Rob Gurney (KTM 350 4T)                                         | | Enduro SA |
| Schweden               | Jeff Nilsson (Honda 125) Jonas Bark (Husky 175) Anders Eriksson (Husaberg 350 4T) Svenerik Jönsson (Husky 350 4T) Joachim Hedendahl (Suzuki 175) Peter Jansson (Husaberg 1300 4T)                   | Rikard Larsson (Suzuki 125) Morgan Jansson (Honda 175) Linus Broman (Husqvarna 175) Björne Carlsson (Husaberg 350 4T)    | Shene MS SMI MK Vimmerby MS |
| Schweiz                | Chris Attiger (KTM 125) Michel Joliat (Yamaha 175) Heinz Freidig (KTM 350 4T) Niklaus Eberhard (HVA 350 4T) Dany Wirz (HVA 350 4T) Berhand Favie (Husaberg 1300 4T)                                 | | Ecurie Enduro du Chablais |
| Tschechien             | Lubomir Vojkuvka (TM 125) Libor Podmol (KTM 125) Frantisek Hrobsky (Suzuki 175) Zdenek Gottvald (Suzuki 175) Vaclav Fojtik (KTM 350 4 T) Martin Macek (KTM 1300 4T)                                 | Martin Gottvald (Suzuki 125) Richard Cila (TM 125) Karel Scheder (KTM 175) Martin Havelka (KTM 1300 4T)                  | Construct Team |
| Tunesien               | | | De la Marsa |
| Venezuela              | Mauricio Birarda (Yamaha 125) Alfredo Herrera (Honda 175) Jon Jayo (Honda 175) Walter Montacuti (Yamaha 350 4T) Franco Sommacal (KTM 350 4T) Jose Godoy (Honda 1300 4T)                             | | |
| Vereinigtes Königreich | Paul Edmondson (GasGas 125) Ady Smith (Suzuki 125) Rob Sartin (Yamaha 175) Chris Koch (Suzuki 175) John Deacon (KTM 350 4T) Chris Walton (Husqvarna 1300 4T)                                        | | Army MCC DISS Isle of Man Scottish ACU Thirsk Wales A Wales B Woodbridge Yeadon & Guiseley |
| Vereinigte Staaten     | Randy Hawkins (Suzuki 125) Rodney Smith (Suzuki 175) Scott Summers (Honda 1300 4T) Guy Cooper (Suzuki 175) Jeff Russell (KTM 350 4T) Ty Davis (Kawasaki 175)                                        | Chris Smith (Honda 125) Vincent Davis (Honda 350 4T) Brian Garrahan (Honda 175) Danny Hamel (Kawasaki 175)               | AJS from South Florida Apoloo M/C Appalachian Dirt Riders Bremerton Cruisers M/C Calamaty-Pass RMEC Collegiate Parks RMEC Cycle Electric INC Cycle Shack Daytona Dirt Riders Delaware Enduro Riders Eames M/C SR Club Enduro Riders Enduro Riders Association Hillenbrand Racing Hon Riders Team House of Honda Ithaca Dirt Riders Kato Cycle Club Lobo's M/C Los Altos Dirt Bikers 1 Los Altos Dirt Bikers 2 MCC Racing Merced Dirt Riders MT Baker M/C Team Mud Blasters Nisha Valley Cycles Norseman M/C Northwest Trail Riders Okie Dirt Riders Orlinski M/C Senior Claub Pine Ridge Club Team RMEC Prairie State Riders Puget Sound Enduro Riders Racer Productions RMEC Desert Mountain River City M/C Rock Island Riders I Rock Island Riders II Salt Fork Dirt Riders Sera Skagit M/C Stoney Lonesome M/C Club Team Montana Team Root Team Southern Husky Texas Team No. 1 Timberline Club Team Town & Country Cycle Trask Mountain Tulsa Trail Riders Trail Riders of Houston 1 Trail Riders of Houston 2 Upper Valley Sales Western State Racing Association Yankee Throttle Junkies |